# Coryneliales
Os Coryneliales são uma ordem de fungi ascomycota dentro da classe eurotiomycetes e dentro do subfilo pezizomycotina. Espécies neste fim são encontrados quase exclusivamente nos trópicos, principalmente como um agente patogénico na gimnospérmica Podocarpus, embora tenha sido encontrado em outras plantas do Hemisfério Sul, como  Nothofagus e Drimys.O pedido foi circunscrito por Fred Jay Seaver e Carlos E. Chardón em 1924.